# Anglia Seaways (schip, 2000)
De MS Anglia Seaways is een roll-on-roll-offschip met een lengte van 142,5 meter dat in 2000 in China werd gebouwd. Het schip wordt aangedreven door twee Sulzer-dieselmotoren en kan een snelheid van 18 knopen (21 mijl per uur) bereiken.

## Norfolk Line
Het schip werd gebouwd op de scheepswerf Guangzhou Wenchong in China voor Norfolk Line. Het vaartuig, dat onder de naam Maersk Anglia voer, was tot 2006 actief op de route Scheveningen-Felixstowe, waarna zij werd ingezet op de route Vlaardingen-Felixstowe. In 2009 werd het schip verplaatst naar de Ierse Zee en ingezet op de route Heysham-Dublin.

## DFDS Seaways
Na de overname van Norfolk Line door DFDS Seaways in juli 2010 werd het schip omgedoopt in Anglia Seaways en bleef actief op de route Heysham-Dublin. In februari 2011 werd het schip gecharterd door Seatruck Ferries en werd ingezet op de route Heysham-Dublin tot 15 januari 2012, waarna Seatrucks eigen Clipper Pace weer terug was. Daarna werd het schip overgebracht naar de route Immingham-Rotterdam tot 30 april, om vervolgens op de lijn Rosyth-Zeebrugge ingezet te worden. Eind mei 2012 was ze weer gecharterd om voor Ferries Seatruck te werken op de route Heysham-Belfast. Sinds 2014 wordt de Anglia Seaways ingezet op de route Kiel-Kronstadt.

## Attica Group

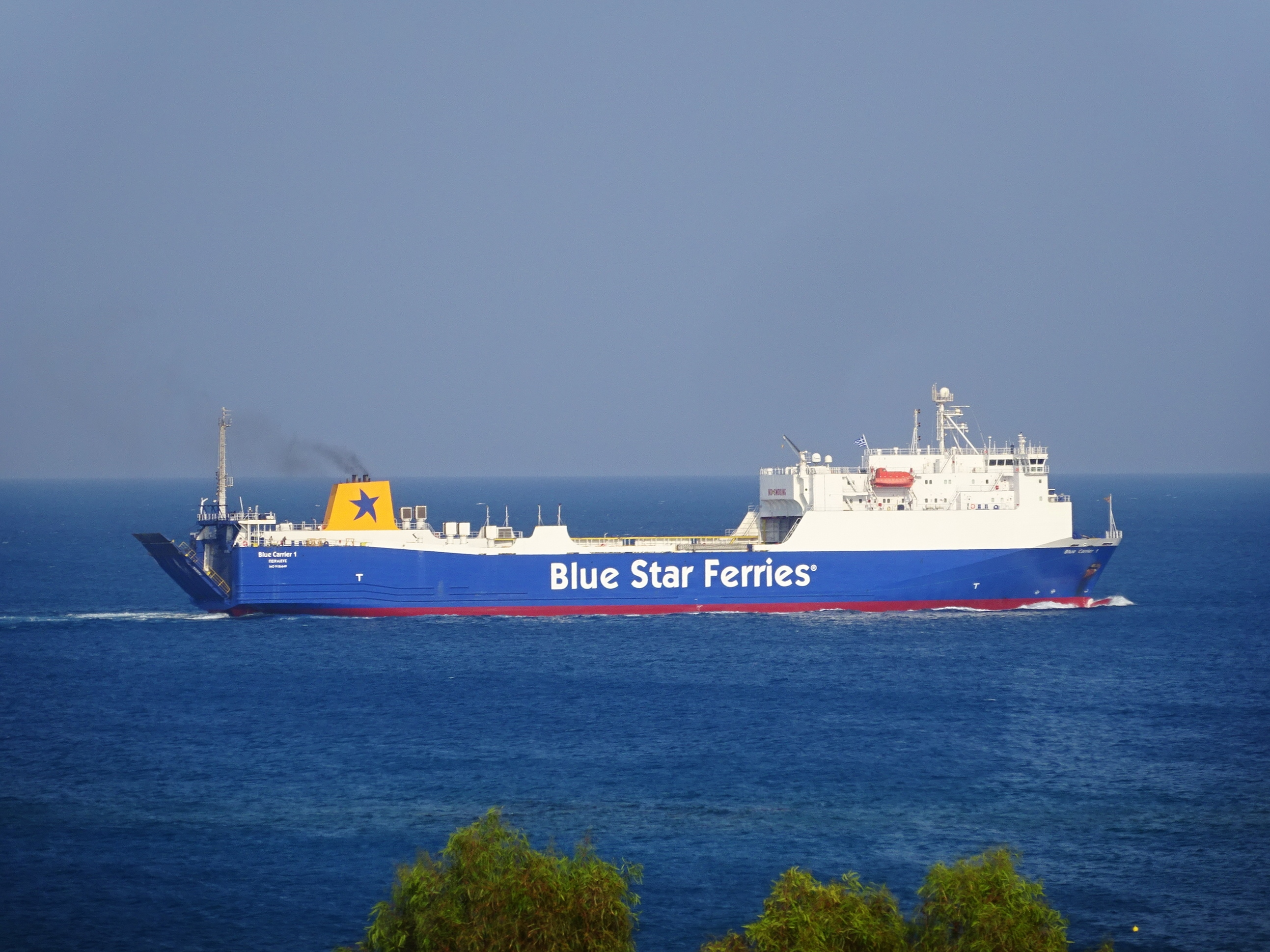
Onder Griekse vlag als Blue Carrier 1

In mei 2019 is het schip verkocht aan de Griekse Attica Group voor een bedrag van 12 miljoen euro. Sinds juli 2019 vaart het onder de naam Blue Carrier 1, thuishaven Piraeus. Het schip wordt ingezet op diverse routes tussen Piraeus en de Griekse eilanden.